# U 2321
U 2321 war ein sogenanntes  kleines Elektroboot des Typs XXIII, welches von der Kriegsmarine im Zweiten Weltkrieg eingesetzt wurde. Es war das erste U-Boot dieses Typs.

## Geschichte

### Bau
Die Deutsche Werft in Hamburg, welche zuvor 24 U-Boote des Langstrecken-Typs IX C und 67 Boote des Typs IX C/40 baute, erhielt am 20. September 1943 einen Bauauftrag, welcher 47 U-Boote des Typs XXIII umfasste. Man teilte diesen in zwei Serien auf: die Erste bestand aus U 2321 bis U 2331, und die Zweite aus U 2334 bis U 2371. Sechs Monate nach der Vergabe des Bauauftrages legte die Werft den Kiel des ersten Bootes der neuen Klasse beim Werk 475. Da diese Boote als Küstenboote konzipiert waren, konnten sie schnell fertiggestellt werden. Am 17. April 1944, einen Monat und sieben Tage nach der Kiellegung, wurde der fertige Rumpf vom Stapel gelassen und am 12. Juni 1944 unter dem Kommando von Oberleutnant zur See Hans-Heinrich Barschkis in Dienst gestellt. Das UAK-Zeichen des Bootes ähnelte dem von U 2501: eine gerade weiße runenartige Linie jedoch ohne den Werftbalken, welcher bei U 2501 vorhanden war. Das Boot diente vom 12. Juni 1944 bis zum 1. Februar 1945 als Ausbildungsboot in der 4.- und 32. U-Flottille, bis es der 11. U-Flottille in Bergen als Frontboot unterstellt wurde. Barschkis führte sein Boot am 9. März 1945 von Horten aus zu seiner ersten und letzten Feindfahrt, auf welcher er den 1.406 BRT großen britischen Frachter Gasray torpedierte und versenkte. Es traf nach dieser 36-tägiger Unternehmung, am 13. April 1945, in Kristiansand ein.

### Einsatz
U 2321 lief am 9. März 1945 um 16:45 Uhr von Horten und traf am 10. März um 7:30 Uhr in Kristiansand zu erneuten Ergänzungen ein, bevor es am 11. März in sein Operationsgebiet in schottischen Gewässern auslief. Oberleutnant Barschkis sichtete am 5. April um 18:59 Uhr den 1.406 BRT großen britischen Frachter Gasray und feuerte einen Fächer aus beiden Torpedorohren. Beide Torpedos detonierten und versenkten das Schiff. Von der 24 Mann starken Besatzung der Gasray konnten nur 16 Überlebende, darunter auch der Kapitän, gerettet werden. Vier Tage nach der Versenkung lief U 2321 in Kristiansand ein.

### Verbleib
Das Boot kapitulierte am 9. Mai 1945, als die Briten in Norwegen ankamen. Es wurde am 29. Mai zusammen mit den anderen U-Booten, die kapituliert hatten, nach England überführt. Dies geschah noch unter dem Kommando von Oberleutnant Barschkis, und mithilfe von deutschem Maschinenpersonal. Es erreichte am 1. Juni Scapa Flow, jedoch wurde es am 4. Juni nach Loch Ryan in Nordirland gebracht, um dort mit den anderen Booten auf ihre Versenkung bei der Operation Deadlight zu warten. Am 25. November schleppte die britische Fregatte Cubitt U 2321 zur Versenkung auf die Position 56° 10' N – 10° 05' W. Am 27. November um 9:00 Uhr, eröffneten der britische Zerstörer Onslow und der polnische Zerstörer Błyskawica das Feuer auf U 2321, welches dadurch sank. Die Versenkung erfolgte im Marineplanquadrat 5139.